# Догадов, Василий Михайлович
Василий Михайлович Догадов (22 мая (3 июня) 1886, Чусовой — 10 июня 1962, Ленинград) — советский учёный-правовед, доктор юридических наук, профессор, один из основателей Ленинградской научной школы трудового права.

## Биография
Родился 3 июня 1886 года в посёлке Чусовом Пермской губернии в семье мелкого служащего, выходца из крестьян.
- 1904 год — окончил гимназию в городе Екатеринбурге.
- 1911 год — окончил юридический факультет Императорского Санкт-Петербургского университета и оставлен при университете для подготовке к профессорскому званию.
- 1911 год — 1917 год — преподаёт в ряде коммерческих училищ Санкт-Петербурга, а с 1912 года допущен к проведению отдельных занятий в университете.
- 1917 год — 1919 год — читает в университете курс гражданского процесса.
- 1919 год — 1922 год — исполняющий обязанности профессора экономического факультета Иваново-Вознесенского политехнического института, где читает курсы по трудовому и гражданскому праву.
- С 1922 года — на преподавательской работе в Ленинградском государственном университете.
- 1924 год — назначен профессором, а в 1927 году утверждён в этом звании.
- 1930 год — 1961 год — заведующий кафедрой трудового права Ленинградского государственного университета.
- 1944 год — защита диссертации на соискание учёной степени доктора юридических наук на тему «Очерки из истории правового регулирования наемного труда в капиталистическом обществе»[1][2].
- С 1961 года — профессор кафедры трудового права Ленинградского государственного университета.

Умер 10 июня 1962 года в Ленинграде.

## Награды
- Орден Ленина
- Орден Трудового Красного Знамени
- Орден «Знак почёта»
- Медаль «За оборону Ленинграда»
- Медаль «За доблестный труд в Великой Отечественной войне 1941—1945 гг.»
- Заслуженный деятель науки РСФСР

## Научная деятельность
В сферу научных интересов В. М. Догадова входило изучение проблем трудового права, правовое регулирование деятельности профсоюзов, правовое регулирование социального обеспечения. Являлся одним из немногочисленных сторонников концепции трудового договора в Российской империи. Является одним из пионеров науки трудового права в СССР и одним из основателей Ленинградской научной школы трудового права.
За годы работы им опубликовано более 70 научных работ, в том числе 9 монографий. Является соавтором одного из первых учебников по трудовому праву в СССР. Активно публиковался в таких ведущих научных журналах, как Правоведение, Советская юстиция, Советское государство и право и других. Являлся соавтором крупных справочных изданий (энциклопедического словаря по трудовому праву и юридического справочника для населения). Его идеи не теряют актуальности и в настоящее время.

## Некоторые публикации

### Монографии, учебные пособия
- Коллектив авторов. Советское трудовое право. Учебник. — М.: Юрид. изд-во НКЮ СССР, 1939. — 320 с.
- Коллектив авторов. Трудовое право. Энциклопедический словарь. — М.: Большая советская энциклопедия, 1959. — 512 с.
- Коллектив авторов. Юридический справочник для населения. — Л.: Изд-во Ленингр. ун-та, 1959. — 199 с.
- Догадов В. М. Задачи советского трудового права в свете решений XVIII Съезда ВКП(б): Тезисы доклада проф. Догадова В. М.. — Л.: ЛЮИ, 1939. — 5 с.
- Догадов В. М. Опыт характеристики правового положения профессиональных союзов С.С.С.Р.. — Л. — 22 с.
- Догадов В. М. Предприятие как объект оборота. — Иваново-Вознесенск, 1922.
- Догадов В. М. Социальное страхование. — Л.: Изд-во Ленингр. губпрофсов., 1926. — 98 с.
- Догадов В. М. Коллективные договоры в буржуазных государствах и СССР. — Л.: Изд-во Ленингр. губпрофсов., 1926. — 94 с.
- Догадов В. М. Социальное страхование: Основы советского законодательства о социальном страховании. — М.: Вопросы труда, 1928. — 104 с.
- Догадов В. М. Трудовые права учеников у кустарей. — М.: Гостудиздат, 1930. — 43 с.
- Догадов В. М. Очерки трудового права. — Л.: Прибой, 1927. — 163 с.
- Догадов В. М. Товарищеские суды на производстве. — Л., 1960. — 31 с.
- Догадов В. М. Правое регулирование труда при капитализме: (До второй мировой войны): Очерки. — М.: Госюриздат, 1959. — 196 с.

### Статьи
- Догадов В. М. Новые течения в вопросе о трудовых договорах // Право : научный журнал. — 1915. — № 5. — С. 281—289.
- Догадов В. М., Петров Г. И. Вопросы советского государства и права (1917—1957)/ Ред. кол. П. Е. Орловский и др. — М.: Изд-во АН СССР, 1957. — 431 с. (Рецензия) // Правоведение : научный журнал. — 1958. — № 2. — С. 133—137.
- Догадов В. М. Государственные организации как субъекты социалистического трудового правоотношения // Правоведение : научный журнал. — 1957. — № 1. — С. 76—86.
- Давидович Я. И., Догадов В. М., Кузнецов А. М., Левиант Ф. М., Пашков А. С. К проекту Основ законодательства о труде Союза ССР и союзных республик // Советское государство и право : научный журнал. — 1959. — № 11. — С. 92—95.
- Догадов В. М., Зайкин А. Д., Коршунова Е. Н., Краснопольский А. С. Невежество и плагиат в книге по истории фабричного законодательства царской России. (Шелымагин И. И. Законодательство о фабрично-заводском труде в России, 1900—1917. — М.: Госюриздат, 1952. — 320 с.) (Рецензия) // Советское государство и право : научный журнал. — 1953. — № 5. — С. 163—168.
- Догадов В. М. Право ухода с работы по собственному желанию работника // Советское государство и право : научный журнал. — 1957. — № 6. — С. 52—61.
- Догадов В. М. Вопросы труда и трудового права в работах товарища Сталина // Советская юстиция : научный журнал. — 1939. — № 21—22. — С. 24—33.
- Догадов В. М. Профсоюзы как юридические лица // Еженедельник советской юстиции : научный журнал. — 1927. — № 45. — С. 1399—1402.